# AirDroid
AirDroid为一款手机软件，允许用户在同一WiFi网络内通过浏览器管理手机。在浏览器中输入手机的IP地址及端口号，之后用户可以通过浏览器向手机中传输文件、备份安装软件、查看手机信息、管理联系人、发送短信、管理文件等功能。